# Amir Weintraub
Pour les articles homonymes, voir Weintraub.
Amir Weintraub, né le 16 septembre 1986 à Rehovot, est un joueur de tennis israélien, professionnel depuis 2005.

## Carrière
Il joue principalement sur le circuit des tournois Challenger et Futures. Il a en effet remporté 17 tournois Future et atteint 4 finales en tournois Challenger.
Sur le circuit ATP, il a participé au tableau final d'un tournoi à quatre reprises : l'Open d'Australie 2013, le Masters du Canada 2013, le tournoi de Newport 2016 et le tournoi de Los Cabos 2016.
Il représente également son pays lors des rencontres de Coupe Davis ; il a à cet effet remporté quelques matchs contre des joueurs bien mieux classés que lui.

### 2011
En septembre, lors des barrages de la Coupe Davis contre le Canada, il réussit la performance de battre Milos Raonic, no 31 mondial (5-7, 7-5, 6-3, 6-1). Il s'incline néanmoins ensuite face à Vasek Pospisil et son équipe est défaite 2-3.

### 2012
En 2012, l'équipe d'Israël de Coupe Davis remporte les barrages de la Coupe Davis face au Japon grâce aux deux victoires de Weintraub face à Tatsuma Ito (67e mondial) et Go Soeda (53e mondial).

### 2013
En 2013, il se qualifie en début d'année pour le premier tournoi du Grand Chelem de sa carrière, en Australie. Il gagne contre Guido Pella mais perd au 2e tour face à Philipp Kohlschreiber.
En février, il joue le 1er tour de la Coupe Davis face à la France. Il affronte Jo-Wilfried Tsonga pour le premier match de la rencontre, mais est défait en 4 sets. Il joue également le dernier match contre Richard Gasquet alors que la victoire est déjà acquise pour la France et s'incline à nouveau.
Fin 2013, le gouvernement tunisien interdit à son adversaire Malek Jaziri de l'affronter au Challenger de Tachkent en raison de sa nationalité, malgré l'amitié qui lie les deux joueurs licenciés dans le même club à Sarcelles en France.

## Parcours dans les tournois duGrand Chelem

### En simple
| Année | Open d'Australie | Open d'Australie | Internationaux de France | Internationaux de France | Wimbledon | Wimbledon | US Open | US Open |
| ----- | ---------------- | ---------------- | ------------------------ | ------------------------ | --------- | --------- | ------- | ------- |
| 2013  | 2e tour (1/32)   | P. Kohlschreiber | —                        | —                        | —         | —         | —       | —       |

N.B. : à droite du résultat se trouve le nom de l'ultime adversaire.

### En double
N'a jamais participé à un tableau final.

## Parcours dans lesMasters 1000
| Année | Indian Wells | Miami | Monte-Carlo | Madrid | Rome | Canada              | Cincinnati | Shanghai | Paris |
| ----- | ------------ | ----- | ----------- | ------ | ---- | ------------------- | ---------- | -------- | ----- |
| 2013  | —            | —     | —           | —      | —    | 1er tour P. Andújar | —          | —        | —     |

N.B. : sous le résultat se trouve le nom de l’ultime adversaire.